# Lastrup (Minnesota)
Lastrup – miasto w Stanach Zjednoczonych, w stanie Minnesota, w hrabstwie Morrison.